# Louisville (Tennessee)
Louisville es una ciudad ubicada en el condado de Blount en el estado estadounidense de Tennessee. En el Censo de 2010 tenía una población de 2.439 habitantes y una densidad poblacional de 69,72 personas por km².

## Geografía
Louisville se encuentra ubicada en las coordenadas 35°49′36″N 84°3′44″O / 35.82667, -84.06222. Según la Oficina del Censo de los Estados Unidos, Louisville tiene una superficie total de 34.98 km², de la cual 30.37 km² corresponden a tierra firme y (13.18%) 4.61 km² es agua.

## Demografía
Según el censo de 2010, había 2.439 personas residiendo en Louisville. La densidad de población era de 69,72 hab./km². De los 2.439 habitantes, Louisville estaba compuesto por el 0.1% blancos, el 1.85% eran afroamericanos, el 0.25% eran amerindios, el 0.45% eran asiáticos, el 0.04% eran isleños del Pacífico, el 0.57% eran de otras razas y el 1.19% pertenecían a dos o más razas. Del total de la población el 1.89% eran hispanos o latinos de cualquier raza.